# La Mata
La Mata è un comune spagnolo situato nella comunità autonoma di Castiglia-La Mancia.